# Semence (nouvelle)
Pour les articles homonymes, voir Semence.
Semence (titre original : Seed Stock) est une nouvelle de science-fiction de Frank Herbert, parue en avril 1970 dans Analog Science Fiction and Fact (Astounding).

## Parutions

### Parutions aux États-Unis
La nouvelle est parue en avril 1970 dans Analog Science Fiction and Fact.
En dernier lieu, la nouvelle a été publiée dans The Collected Stories of Frank Herbert (2014, réédition en 2016).

### Parutions en France
La nouvelle est parue en langue française :
- dans Le Livre d'or de la science-fiction : Frank Herbert, éd. Pocket, coll. « Science-fiction », no 5018, 1978 ; réédité ensuite par le même éditeur sous le titre Le Prophète des sables ;
- dans Bifrost, no 63, juillet 2011  (ISBN 978-2-913039-60-5) (numéro consacré à Frank Herbert) ;
- dans Nouvelles - 2 : 1964-1979  (ISBN 978-2-84344-982-6), éd. Le Bélial', coll. « Kvasar », 2021, pages 249 à 262 ; réédition, Gallimard, coll. « Folio SF » no 722, 2023.

### Parutions dans d'autres pays
La nouvelle a été publiée :
- en langue croate : Sjeme (1977) ;
- en langue allemande : Saatgut (1987) ;
- en langue italienne : Terraformare (1989) ;
- en langue russe : Семенной фонд (1991).

## Résumé
Un vaisseau spatial humain contenant des colons s'est écrasé sur la planète devant être colonisée. Mais l'endroit n'est pas si accueillant qu'on le croyait sur Terre. Les animaux meurent peu à peu, les plantes sont difficiles à cultiver, la nourriture est rare. 
Kroudar est le meilleur pêcheur de la petite communauté. Revenant d'une pêche en mer, il sent bien que les choses iront de mal en pis. Son épouse Honida est comme lui : petite et trapue, pas très belle, pas très intelligente. 
Honida fait une découverte : elle a sélectionné les épis de maïs les plus moches, les plus rabougris et les a semés. C'est un succès : la planète n'accepte pas ce qui est grand, fort, vigoureux, mais plutôt ce qui est moche, faible, chétif.